# Goli kilovnik
Goli kilovnik ali goli kilavec (znanstveno ime Herniaria glabra) je majhna zel iz družine klinčnic.

## Opis
Goli kilovnik je večinoma enoletna zel z golimi stebelci, ki so močno razvejana in se plazijo po tleh. Stebelca so dolga od 5 do 15 cm, iz njih pa poganjajo od 2 do 10 mm dolgi ovalni lističi rumeno zelene barve. Na stebelca so pritrjeni s kratkimi peceljčki.
Rastlina cveti od julija do septembra, cvetovi pa so zeleno rumene barve in sede v zalistjih, zbrani v klobčiče po 5 do 10 cvetov.

## Razširjenost in uporabnost
Goli kilovnik raste ob poteh, stezah in ostalih suhih in peščenih podlagah. Vsebuje kumarinske spojine, saponine in flavonoide. V ljudskem zdravilstvu se uporablja cela rastlina, ki jo nabiramo julija in avgusta. Razkužuje sečevod ter pomaga ob vnetju sečnega mehurja. Odvaja več soli in sečnine ter tako pomaga pri teh tegobah.